# 菲利普·赫尔戈维奇
菲利普·赫尔戈维奇（1992年6月4日—），克罗地亚男子拳击运动员。他曾代表克罗地亚参加2016年夏季奥林匹克运动会拳击比赛，获得男子91公斤以上级铜牌。